# Albert Ier de Tour et Taxis
Pour les articles homonymes, voir Albert Ier.
Titre
Chef de la Maison de Thurn und Taxis
2 juin 1885 – 22 janvier 1952
(66 ans, 7 mois et 20 jours)
Albert Maria Joseph Maximilian Lamoral de Tour et Taxis (nom allemand complet: Albert Maria Joseph Maximilian Lamoral Fürst von Thurn und Taxis) né le 8 mai 1867 et mort le 22 janvier 1952 est le 8e prince de Tour et Taxis et chef de la maison princière de Tour et Taxis du 2 juin 1885 jusqu'à sa mort le 22 janvier 1952.

## Biographie

### Jeunesse
Albert est né à Ratisbonne, en royaume de Bavière, fils cadet de Maximilien Anton Lamoral, prince héréditaire de Thurn et Taxis (1831-1867) et de la duchesse Hélène en Bavière (1834-1890),. Son père est mort alors qu'il n'a pas deux mois ; il est donc élevé par sa mère.

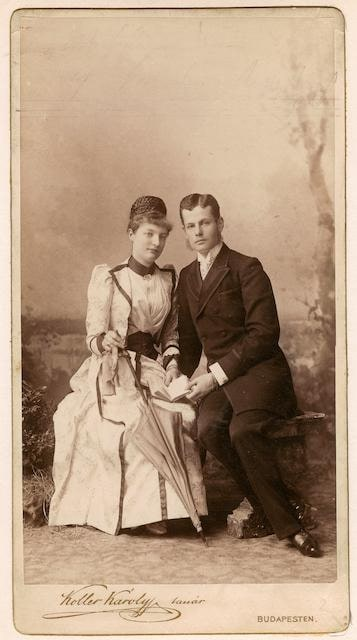
L'archiduchesse Margarethe et son mari Albert

### Succession
Lorsqu'en 1871, le grand-père d'Albert, Maximilian Karl, meurt ; son petit-fils Maximilian Maria lui succède en tant que prince ("Fürst") jusqu'à sa propre mort le 2 juin 1885. Son frère cadet, Albert lui succède. Mineur, sa mère est nommée régente jusqu'à son 21e anniversaire en 1888. Le 8 mai 1889, il est nommé duc de Wörth et Donaustauf par Luitpold, prince régent de Bavière. Le 30 novembre 1889, il est fait chevalier de l'Ordre autrichien de la Toison d'or.

### Mariage et descendance
Le 15 juillet 1890 à Budapest, Albert épouse l'archiduchesse Marguerite-Clémentine d'Autriche (6 juillet 1870 - 2 mai 1955), fille de l'archiduc Joseph d'Autriche. Albert acquiert le diadème de l'impératrice Eugénie comme cadeau de mariage pour sa future épouse. Cette tiare, conçue par Gabriel Lemmonier en 1853, faisait partie des joyaux de la couronne française et est conservée aujourd'hui au Louvre à Paris.
Albert et Marguerite-Clémentine ont huit enfants,,: 
- Franz Josef, 9e Prince de Thurn und Taxis (21 décembre 1893 - 13 juillet 1971), marié à la princesse Isabel Maria de Bragance, fille de Miguel, duc de Bragance, dont cinq enfants.
- Joseph Albert de Thurn und Taxis (4 novembre 1895 - 7 décembre 1895).
- Karl August, 10e Prince de Thurn und Taxis (23 juillet 1898 - 26 avril 1982), marié à la princesse Maria Anna de Bragance, fille de Miguel, duc de Bragance, dont trois enfants.
- Ludwig Philipp de Thurn und Taxis (2 février 1901-22 avril 1933), marié à la princesse Élisabeth de Luxembourg, fille du grand-duc Guillaume IV de Luxembourg, dont deux filles.
- Max Emanuel de Thurn und Taxis (1er mars 1902 - 3 octobre 1994).
- Élisabeth Hélène de Thurn und Taxis (15 décembre 1903 - 22 octobre 1976), mariée à Friedrich Christian, Margrave de Meissen
- Raphael Rainer de Thurn und Taxis (30 mai 1906 - 8 juin 1993), marié à la princesse Margarete de Thurn und Taxis; père du prince Max Emanuel de Thurn und Taxis, l'héritier actuel présomptif de la maison de Thurn und Taxis.
- Philipp Ernst de Thurn und Taxis (7 mai 1908 - 23 juillet 1964), marié à la princesse Eulalia de Thurn und Taxis, dont trois enfants.

### Mort
Albert est mort à Ratisbonne le 22 janvier 1952, où il est inhumé, tout comme sa femme, trois ans plus tard, dans la chapelle de la crypte du Schloss Sankt Emmeram, anciennement abbaye de St. Emmeran.

## Titres et honneurs

### Titulature
- 8 mai 1867 - 10 novembre 1870 : Son Altesse Sérénissime le Prince Albert de Thurn und Taxis
- 10 novembre 1870 - 2 juin 1885 : Son Altesse Sérénissime le Prince héréditaire de Thurn undTaxis
- 2 juin 1885 - 22 janvier 1952 : Son Altesse Sérénissime le Prince de Thurn und Taxis

### Distinctions
- Grand Maître de l'Ordre de la Parfaite Amitié (maison de Thurn und Taxis).
- Chevalier de l'ordre de la Toison d'or d'Autriche.
- Grand-croix de l'ordre des Saints-Cyrille-et-Méthode (Royaume de Bulgarie).
- Croix d'honneur 1re classe de l'ordre royal de la Maison de Hohenzollern.
- En 1923, Albert reçoit un doctorat honorifique en philosophie de l'Université d'Innsbruck .